# Zdzisław Grzymirski
Zdzisław Tomasz Michał Grzymirski vel Zdzisław Gross (ur. 27 sierpnia 1895 we Lwowie, zm. po 1940) – podpułkownik dyplomowany artylerii Wojska Polskiego.

## Życiorys
W czasie I wojny światowej walczył w szeregach cesarskiej i królewskiej armii. Na stopień chorążego został mianowany ze starszeństwem z 1 maja 1915 w korpusie oficerów artylerii polowej i górskiej. W 1918 jego oddziałem macierzystym był Pułk Artylerii Polowej Nr 112.
28 lutego 1921 został zatwierdzony z dniem 1 kwietnia 1920 w stopniu porucznika, w artylerii, w grupie oficerów byłej armii austro-węgierskiej. 1 czerwca 1921 pełnił służbę w dowództwie VIII Brygadzie Artylerii, a jego oddziałem macierzystym był wówczas 8 pułk artylerii polowej. 3 maja 1922 został zweryfikowany w stopniu kapitana ze starszeństwem z dniem 1 czerwca 1919 i 418. lokatą w korpusie oficerów artylerii. Przysługiwał mu wówczas tytuł „adiutant sztabowy”, a jego oddziałem macierzystym był 8 pułk artylerii polowej w Płocku. W 1923 pełnił służbę w Szefostwie Artylerii i Służby Uzbrojenia Dowództwa Okręgu Korpusu Nr VI we Lwowie, pozostając oficerem nadetatowym 8 pułku artylerii polowej. W następnym roku powrócił do macierzystego pułku w Płocku, po czym został przydzielony do Oddziału III Sztabu Generalnego.
Z dniem 1 listopada 1924 został przeniesiony do macierzystego pułku z jednoczesnym odkomenderowaniem na roczny kurs doszkolenia w Wyższej Szkole Wojennej w Warszawie. Z dniem 15 października 1925, po ukończeniu kursu i otrzymaniu dyplomu naukowego oficera Sztabu Generalnego, został przydzielony do Komendy Obszaru Warownego „Wilno” na stanowisko I oficera sztabu. W kwietniu 1928 został przeniesiony z 20 Dywizji Piechoty w Słonimiu do 9 dywizjonu artylerii konnej w Baranowiczach. Odbył w nim praktykę liniową na stanowisku dowódcy 3. baterii. 2 kwietnia 1929 został awansowany na majora ze starszeństwem z dniem 1 stycznia 1929 i 6. lokatą w korpusie oficerów artylerii. W tym samym roku uzyskał pozytywną opinię generała inspekcjonującego z ramienia Generalnego Inspektora Sił Zbrojnych, generała brygady Olgierda Pożerskiego. 23 sierpnia 1929 został przeniesiony do 20 pułku artylerii polowej w Baranowiczach na stanowisko dowódcy dywizjonu z pozostawieniem na kursie dowódców dywizjonów w Szkole Strzelania Artylerii w Toruniu.
20 września 1930 otrzymał przeniesienie do składu osobowego inspektora armii generała dywizji Edwarda Śmigły-Rydza w Wilnie na stanowisko oficera sztabu. 22 grudnia 1934 ogłoszono jego przeniesienie ze składu osobowego inspektora armii generała dywizji, generała dywizji Kazimierza Sosnkowskiego do 25 Dywizji Piechoty w Kaliszu na stanowisko szefa sztabu.
Na podpułkownika został awansowany ze starszeństwem z dniem 1 stycznia 1936 i 15. lokatą w korpusie oficerów artylerii. Wiosną 1939 był szefem Wydziału Ogólno Organizacyjnego Departamentu Artylerii Ministerstwa Spraw Wojskowych w Warszawie.
W 1940 był oficerem sztabu dowódcy artylerii dywizyjnej 1 Dywizji Grenadierów.

## Ordery i odznaczenia
- Krzyż Walecznych
- Złoty Krzyż Zasługi – 16 marca 1934 „za zasługi na polu wyszkolenia i organizacji wojska”[20]
- Srebrny Krzyż Zasługi – 3 sierpnia 1928 „za zasługi na polu organizacji i wyszkolenia wojska”[21]
- Odznaka Pamiątkowa Generalnego Inspektora Sił Zbrojnych – 12 maja 1936

6 grudnia 1932 Komitet Krzyża i Medalu Niepodległości odrzucił wniosek o nadanie mu tego odznaczenia „z powodu braku pracy niepodległościowej”.